# Arlbergpas

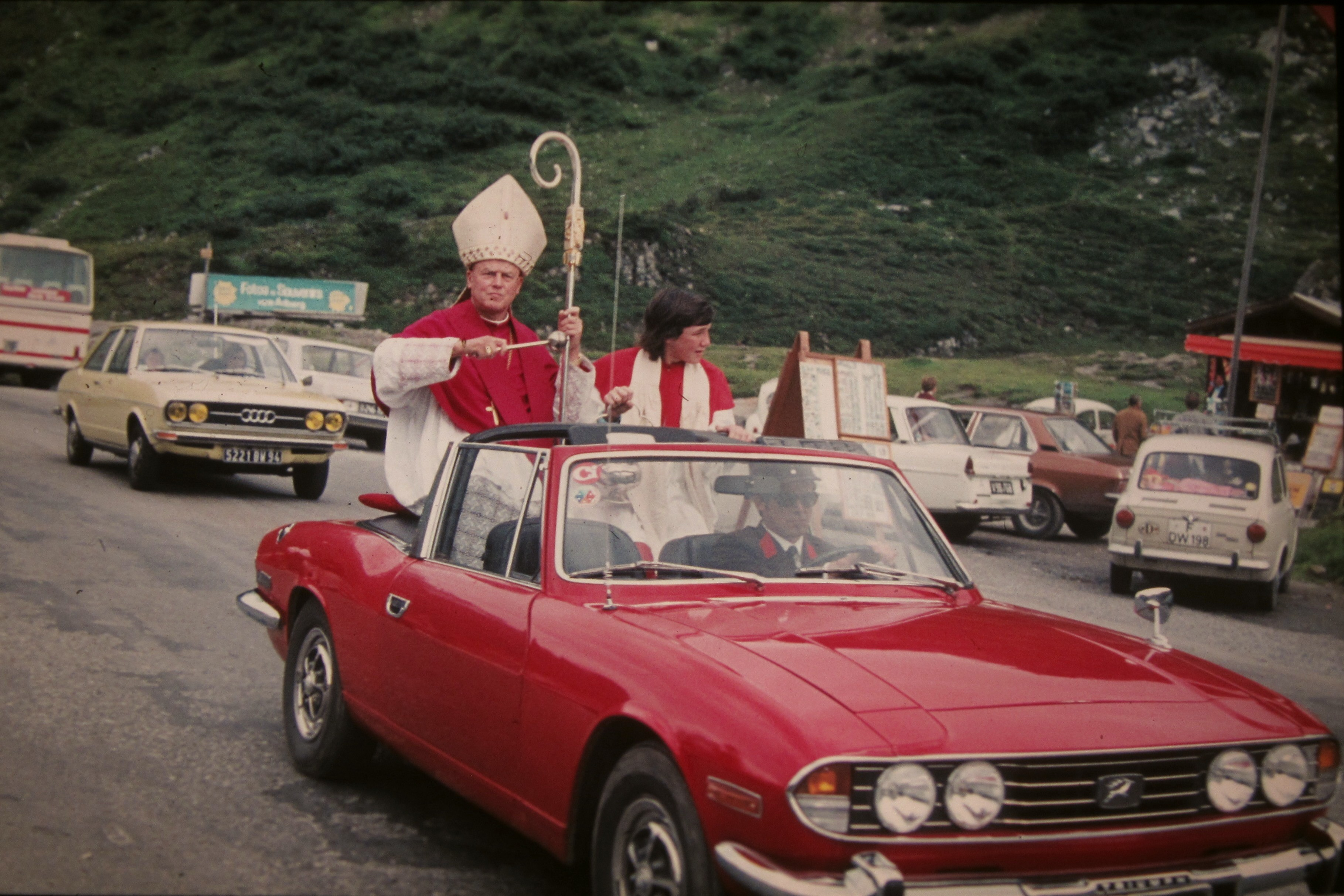
Inzegening van de Arlbergpas.

De Arlbergpas is een 1793 meter hoge bergpas over het bergmassief Arlberg in Oostenrijk. De pas verbindt het dal van de Rosanna bij St. Anton in de deelstaat Tirol met het Klostertal bij Stuben in de deelstaat Vorarlberg. Over de Arlbergpas loopt de Arlbergstraße (St. Anton am Arlberg-Bludenz).

## Geschiedenis
De oude pasweg is al sinds de 14e eeuw bekend. Via een smal pad kwam toen via deze pas de handel in zout, dat in de regio gewonnen werd, op gang. Omdat de pas echter slecht toegankelijk was, werd eeuwenlang de voorkeur gegeven aan omwegen via de Fernpas of via Immenstadt im Allgäu. De ontwikkeling van de textielindustrie en het postverkeer leidde echter in 1824 tot verharding van de pasweg. Met de toename van het gemotoriseerde verkeer in de 20e eeuw voldeed echter ook deze weg niet langer, wat leidde tot de aanleg van de Arlberg Schnellstraße en de 13,97 kilometer lange Arlbergtunnel, die een snelle verbinding tussen Langen en St. Anton tot stand bracht. Voor het gebruik van deze Arlbergtunnel wordt tol geheven. Het gebruik van de Arlbergpas is daarentegen tolvrij.
Arlberg · Bielerhöhe · Brenner · Fern · Flexen · Gerlos · Großglockner · Hahntennjoch · Katschberg · Kühtai · Pfitscherjoch · Plöcken · Radstädter Tauern · Reschen · Seefeld · Sölk · Staller Sattel · Timmelsjoch · Triebener Tauern · Turracherhöhe · Zeinis